# Расширенная семья

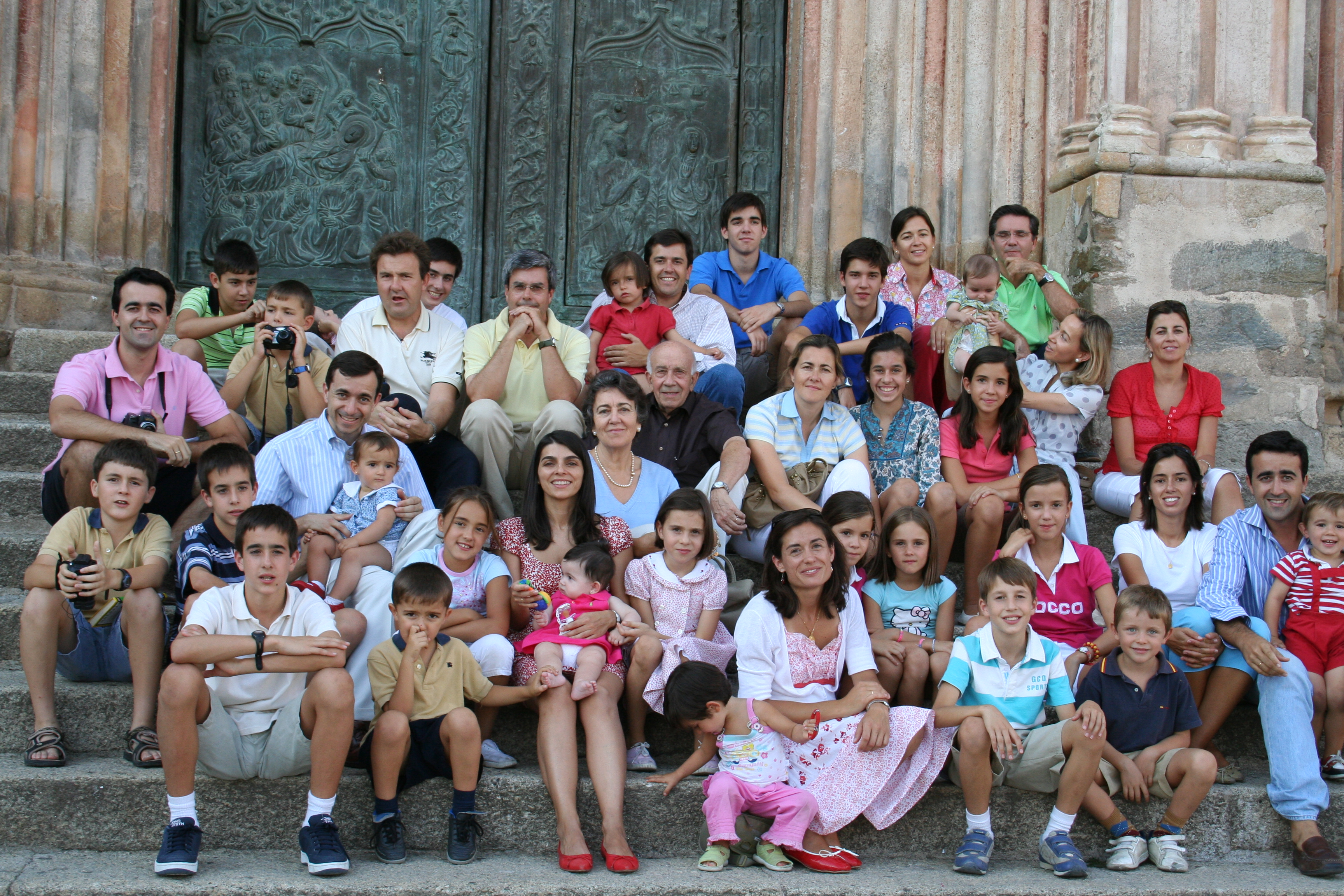

Расши́ренная семья́ — это сложносоставная семья, состоящая из нескольких поколений.
В расширенной семье выделяется семейное ядро из родительской семьи и производной семьи (семей), образованных браками взрослого потомства родительской семьи. Помимо семейного ядра в расширенную семью входят и другие родственники — тёти, дяди и так далее, а также и неродственники, связанные с данной семьёй.
Расширенная семья может строиться вокруг кровного родства, когда основой организации семьи являются отношения между кровными родственниками (независимо от линии родства), а супружеские отношения играют меньшую роль.
Также семья может строиться вокруг супружеских отношений, когда родственники входят в семью не сами по себе, а как родня со стороны жены или мужа. Каждый новый брак приводит к реорганизации такой семьи.
В обоих случаях двумя основными признаками расширенной семьи являются: совместное проживание родственников разных поколений и совместная экономическая деятельность — владение собственностью, ведение хозяйства.
Группа родственников, в которой отсутствуют один либо оба признака (родственники живут отдельно друг от друга и ведут самостоятельную экономическую деятельность), может быть номинально расширенной семьёй, если члены группы идентифицируют себя с группой как целым и проявляют в отношении друг друга высокую степень солидарности и поддержки, как социальной, так и экономической.
В современном обществе место расширенной семьи, более характерной для традиционного общества, обычно занимает нуклеарная семья.